# Rønningåsen
Rønningåsen är en tidigare tätort i Tønsbergs kommun i Vestfold fylke i sydöstra Norge. Orten ligger vid fylkesväg 311, på västra sidan av Oslofjorden, sydöst om staden Åsgårdstrand.
Tidigare har orten tillhört dåvarande Sems kommun.
Sedan 2013 räknas orten inte längre som en tätort.